# Baán Kálmán
Baán Kálmán (1908. – 1962.) genealógus, heraldikus.

## Életútja
A századforduló idején családfakutató irodát tartott fenn Budapesten. A Magyar Könyvtárosok és Levéltárosok Egyesülete által rendezett első könyvtárosképző tanfolyamon 1937-ben sikeres záróvizsgát tett.
Szerkesztette és kiadta a Magyar Családtörténeti Szemlét (1-10, Bp. 1935-1944), amely 1935 végén egyetlen számmal indult, és az 1944-ben megjelent négy számmal zárult. Jelentős tevékenységet fejtett ki a heraldikai és genealógiai források bibliográfiájának összeállítása terén.

## Művei
- Magyar genealógiai és heraldikai forrásmunkák 1561-1932. Budapest 1932.
- Magyar családtörténeti és címertani irodalom 1561-1944. (Új, bővített kiadás, Budapest 1984. Sajtó alá rendezte: Kóczy T. - Gazda I.)
- Őskutatás és fajismeret. Budapest, 1939
- Ősi magyar személynevek. Szerkesztő: Baán Kálmán Budapest, 1944
- Baán Kálmán: A Csitári Csitáry alias Grmanecz család története. Csitáry Jenő nyomdavállalata, Székesfehérvár, 1942

### Kéziratai
- Baán Kálmán: A Csitári Csitáry alias Grmanecz család története, FML Szakkönyvtár kézirattára 852.